# بوسولنگو
بوسولنگو (به ایتالیایی: Bussolengo) یک کومونه در ایتالیا است که در استان ورونا واقع شده‌است.

## خصوصیات
بوسولنگو ۲۴٫۲۸ کیلومترمربع مساحت و ۱۹٬۵۷۴ نفر جمعیت دارد و ۱۲۷ متر بالاتر از سطح دریا واقع شده‌است.

## خواهرخوانده
شهر نیدر-الم خواهرخواندهٔ بوسولنگو هست.